# インドールアミン-2,3-ジオキシゲナーゼ
インドールアミン-2,3-ジオキシゲナーゼ（indoleamine 2,3-dioxygenase）は、トリプトファン代謝酵素の一つで、次の化学反応を触媒する酸化還元酵素である。
(1) D-トリプトファン + O2 {\displaystyle \rightleftharpoons } N-ホルミル-D-キヌレニン
(2) L-トリプトファン + O2 {\displaystyle \rightleftharpoons } N-ホルミル-L-キヌレニン
酵素の組織名はD-tryptophan:oxygen 2,3-oxidoreductase (decyclizing)で、別名にIDO (ambiguous)、tryptophan pyrrolase (ambiguous)がある。

## 機能
インドールアミン-2,3-ジオキシゲナーゼはキヌレニン経路におけるトリプトファン代謝の第一段階かつ律速酵素であり、トリプトファンの枯渇を引き起こし、微生物やT細胞の増殖抑制を引き起こす。
IDOは代替活性化マクロファージやその他の免疫調節細胞によって産生される免疫調節酵素であり、多くの腫瘍における免疫逃避戦略にも使われている。
インターフェロンγは多くの腫瘍細胞に対して抗増殖効果をもち、トキソプラズマやクラミジアのような細胞内の病原体を阻害しており、これらの効果はインドールアミン-2,3-ジオキシゲナーゼの誘導によるところが幾分かある。

## 臨床における重要性
腫瘍細胞がIDOを用いてL-トリプトファンの局所的な枯渇による免疫逃避を行なっていることが知られている。前立腺、大腸、膵臓、胃、卵巣、脳、肺ガンといった様々なヒトのガンにおいてヒトIDO（hIDO）が過剰発現している。

## 阻害剤
ノルハルマン（Norharmane）は、インドールアミン-2,3-ジオキシゲナーゼの阻害を介して、キヌレン酸、3-ヒドロキシ-キヌレニン、一酸化窒素合成酵素といったキヌレニン神経毒性代謝物を抑制するため、神経保護の性質を有する。ロスマリン酸は、シクロオキシゲナーゼ（COX）の阻害を経由してインドールアミン-2,3-ジオキシゲナーゼの発現を阻害する。COX-2阻害剤はインドールアミン-2,3-ジオキシゲナーゼを減少させ、それにより炎症性サイトカインの活性を下げるとともに、キヌレニンレベルの低下を生じさせる。α-メチル-トリプトファンもインドールアミンジオキシゲナーゼを阻害する。